# Frigyes Schulek
Dans le nom hongrois Schulek Frigyes, le nom de famille précède le prénom, mais cet article utilise l’ordre habituel en français Frigyes Schulek, où le prénom précède le nom.
Frigyes Schulek, né le 19 novembre 1841 à Pest et mort le 5 septembre 1919 à Balatonlelle, est un architecte et professeur hongrois membre de l'Académie hongroise des sciences. Sa réalisation la plus connue est le Bastion des pêcheurs. 

## Principaux ouvrages
- Restauration de nombreux monuments médiévaux dont:
  - Église Matthias de Budapest (1873-1896)
  - Temple réformé de Ják
  - Chapelle de Csütörtökhely
  - Temple de kisszeben
  - Hôtel de ville de Levoča
  - Reconstruction de la tour de l'église Saint Nicolas de Prešov
- Créations:
  - Temple réformé "Kakasos"  de Szeged, style néo-gothique (1884)
  - Vieux manoir de Csabdi (1894)
  - Bastion des pêcheurs de Budapest, style néo-roman (1903)
  - Belvédère Élisabeth (1910)

## Sources
- Schulek, Frigyes (Friedrich) (1841-1919), Architekt, in Österreichisches Biographisches Lexikon 1815–1950 (ÖBL). Vol. 11, Académie autrichienne des sciences, Vienne, 1999,  (ISBN 3700128037), p. 314 f.
- László Éber: Schulek Frigyes, Vasárnapi Ujság, 1911
- Schulek Frigyes emlékünnepe, Édition spéciale de la Société hongroise des ingénieurs et architectes, Budapest, 1921
- Gyula Forster: Schulek Frigyes emlékezete, Académie hongroise des sciences, 1925
- Tibor Schulek: Tükördarabok a Schulek család múltjából, Kassa, 1943
- Imre Szalai: A Halászbástya - Képzőművészeti Alap Kiadóvállalat, Budapest, 1962